# Cédric Soares
Cédric Ricardo Alves Soares CvIH • ComM, mais conhecido como Cédric (Singen, 31 de agosto de 1991), é um futebolista português nascido na Alemanha que atua como lateral direito. Atualmente, atua pelo São Paulo.

## Carreira

### Sporting
Cédric estreou com a camisa do Sporting em novembro de 2011, pela Liga Europa da UEFA de 2010–11, contra o K.A.A. Gent. Nesse mesmo jogo, o lateral deu uma assistência para Carlos Saleiro empatar a partida que terminou com vitória do time adversário.
O jogador entrou em campo em outras poucas oportunidades no ano de 2011, mas a equipe de Lisboa optou por não permanecer com o jovem e o emprestou na temporada seguinte.

### Académica (empréstimo)
Na equipe do Académica, o jovem jogador assumiu rapidamente a titularidade durante a Primeira Liga de 2011–12. Apesar do final regular da equipe na tabela (ficaram em 12º colocado), a equipe conseguiu conquistar a Taça de Portugal de 2012–13 contra o Sporting.

### Sporting (retorno)
Retornando ao Sporting, o jogador assegurou uma marca de 94 jogos, onde conquistou sua segunda Taça de Portugal. Além do título, Cédric também marcou presença na Seleção Portuguesa de Futebol no ano de 2013, apesar de não ter entrado em campo.
Após temporadas de destaque, o jogador teve interesse de renovar com a equipe formadora no ano de 2015, mas as negociações não avançaram. O Southampton, vendo o impasse, surgiu para buscar o jogador com uma proposta ao jogador e ao clube.
Após 17 anos anos, contando com as categorias de base, Cédric deixou o Sporting para rumar à Premier League em junho de 2015.

### Southampton

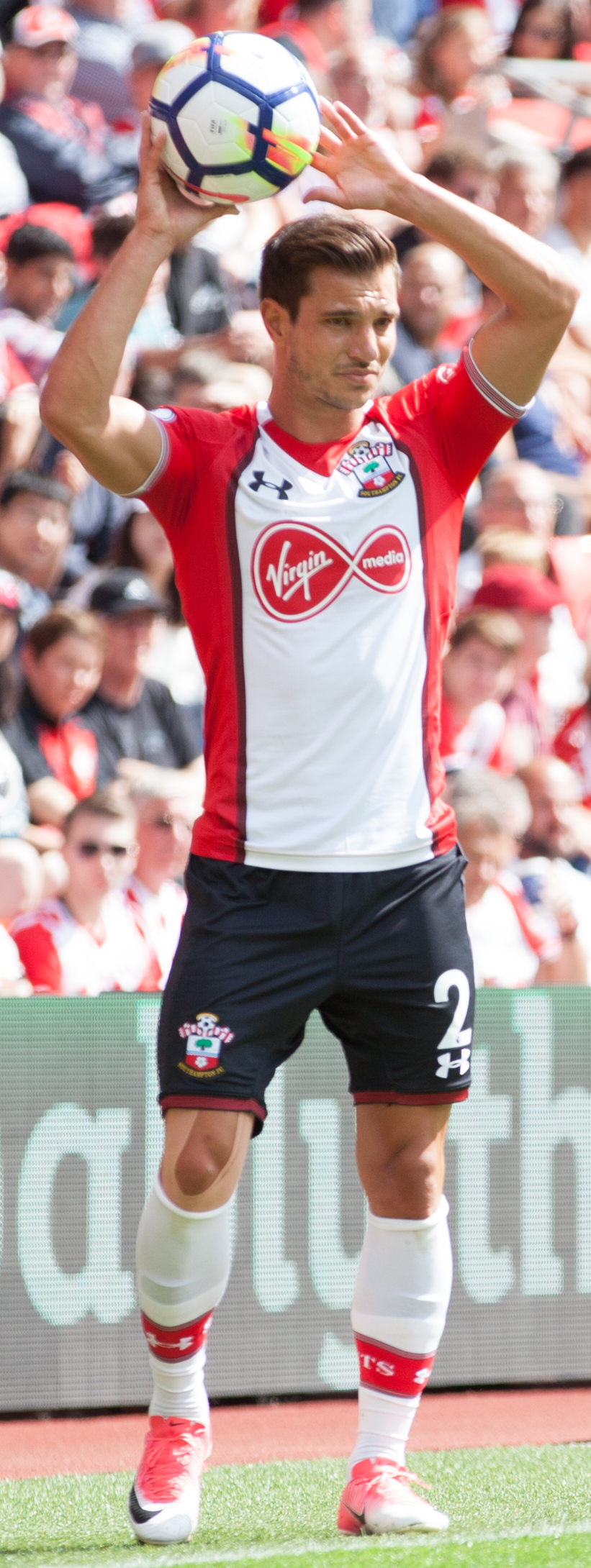
Cédric pelo Southampton em 2017.

Em 18 de junho de 2015, Cedric assinou um contrato com o Southampton por quatro anos. O clube inglês pagou €6,5 milhões pelo passe do atleta.
Pela equipe inglesa, o jogador português alcançou a marca de mais de 100 jogos, além de ter chegado na final da Copa da Liga Inglesa, quando perdeu para o Manchester United por 3-2. No mesmo ano de 2017, o jogador destacou-se muito durante o mês de dezembro e conquistou o prêmio de Jogador do Mês da sua equipe.
No dia 24 de junho de 2020, ele deixou a equipe e assinou com o Arsenal a longo prazo.

### Inter de Milão (empréstimo)
Em janeiro de 2019, Cédric foi emprestado à Internazionale.
Após apenas 9 partidas, o jogador deixou a equipe italiana sem o interesse da equipe de exercer uma compra.

### Arsenal
Após ter retornado ao Southampton, o jogador foi emprestado aos Gunners e, após uma temporada, foi comprado pelo Arsenal.
Na equipe de Londres, o jogador teve seu melhor momento profissional, onde conseguiu conquistar a Supercopa da Inglaterra de 2020, além de ter chegado em outra final, dessa mesma competição, em 2023, mas sendo derrotado pelo Manchester City. Cédric também venceu a Copa da Inglaterra de 2019-20, contra o rival local Chelsea. Apesar dos títulos, Soares só entrou em campo na final da Supercopa de 2020.
Apesar de ter feito pouco mais de 50 jogos pela equipe de Londres, o jogador teve de ficar muitos jogos no banco de reservas durante a Premier League de 2022–23 após "lesões repetitivas", segundo o treinador da equipe Mikel Arteta .

### Fulham (empréstimo)
Depois de não ter conseguido espaço nos primeiros meses de Arsenal, o jogador foi emprestado para outra equipe Londrina, o Fulham. Porém, só fizera 9 jogos durante aquela temporada de Premier League, tendo vencido apenas o primeiro, e deixou a equipe ao final do contrato.

### Arsenal (retorno)
O jogador retornou ao Arsenal após passagem apagada pelo Fulham e fez seu primeiro jogo somente em setembro de 2023 (fizera apenas 1 minuto em campo), durante a Copa da Liga Inglesa de 2023–24. O jogador estava fora dos planos do técnico Arteta em seu último ano de contrato e foi sondado por outras equipes europeias. O português foi pouco utilizado e deixou o time com apenas seis jogos na temporada, sendo o último em março de 2024, quando fizera 25 minutos em campo, na goleada por 6–0 diante o Sheffield United.
O Arsenal anunciou em 3 de junho de 2024, a dispensa de 19 jogadores, entre nomes estava Cédric, ele deixa o clube com com 64 jogos disputados no total.

### São Paulo
No dia 29 de janeiro de 2025, o São Paulo anunciou a contratação de Cédric Soares. O lateral-direito assinou um contrato válido até 30 de abril de 2025, com metas estipuladas para renovar o compromisso até o fim da temporada.
Cédric fez sua estreia com a camisa do Tricolor Paulista no dia 10 de fevereiro de 2025, no empate sem gols com a Inter de Limeira, na Arena BRB Mané Garrincha, em Brasília, em jogo adiado válido pela primeira rodada do Campeonato Paulista. O lateral direito português foi acionado no segundo tempo, substituindo Igor Vinícius.

## Carreira internacional

### Seleção de Base
Cédric fez parte da seleção sub-20 de Portugal convocada para a Copa do Mundo Sub-20 da FIFA de 2011 na Colômbia, terminando eventualmente o torneio em segundo lugar.
Ele jogou dez vezes com a seleção sub-21 de Portugal, sua estreia ocorreu em 1 de setembro de 2011 em uma vitória por 2–0 contra a Moldávia nas eliminatórias para o Campeonato Europeu Sub-21 da UEFA de 2013.

### Portugal
Sua primeira aparição com a seleção principal de Portugal foi em 11 de outubro de 2014, quando ele começou em uma derrota amistosa por 1–2 para a França, em Paris.
Cédric foi selecionado pelo técnico Fernando Santos para sua equipe na Eurocopa de 2016. Seu primeiro jogo no torneio ocorreu em 25 de junho, quando ele começou ao lado do companheiro de equipe do Southampton, José Fonte, no confronto das oitavas de final contra a Croácia (vitória por 1–0 após prorrogação). Ele manteve sua posição até a final, vencida às custas dos anfitriões franceses.
Ele marcou seu primeiro gol pela sua seleção em 17 de junho de 2017, marcando aos 86 minutos de um empate de 2–2 na fase de grupos contra o México, na Copa das Confederações da FIFA de 2017, na Arena Kazan, na Rússia. Em maio de 2018, ele foi convocado para a seleção de Portugal para a Copa do Mundo FIFA de 2018.
Em março de 2021, Cédric foi convocado para a seleção nacional pela primeira vez desde 2019, para os jogos de qualificação para a Copa do Mundo. Em 27 de março, ele começou e deu uma assistência em um empate de 2–2 contra a Sérvia; este foi seu primeiro jogo por Portugal desde outubro de 2018.
Em outubro de 2022, ele foi convocado para a pré-lista de 55 jogadores de Portugal para a Copa do Mundo FIFA de 2022, no Catar, mas não chegou a ser convocado.

## Prémios individuais
- Cavaleiro da Ordem do Infante D. Henrique (6 de setembro de 2011).[49]
- Comendador da Ordem do Mérito (10 de julho de 2016).[49]

## Títulos
Académica
- Taça de Portugal: 2011–12

Sporting
- Taça de Portugal: 2014–15

Arsenal
- Supercopa da Inglaterra: 2020

Seleção Portuguesa
- Eurocopa: 2016